# CoRoT-7
CoRoT-7 är en dubbelstjärna i den mellersta delen av stjärnbilden Enhörningen. Den har en skenbar magnitud av ca 11,67 och kräver ett teleskop för att kunna observeras. Baserat på parallax enligt Gaia Data Release 3 på ca 6,3 mas, beräknas den befinna sig på ett avstånd på ca 520 ljusår (ca 160 parsek) från solen. Den rör sig bort från solen med en heliocentrisk radialhastighet på ca 31 km/s.

## Egenskaper
Primärstjärnan CoRoT-7A är en gul till vit stjärna i huvudserien av spektralklass G9 V. Andra källor listar den dock som en orange stjärna i huvudserien av spektralklass K0 V. Den har en massa som är ca 0,91 solmassor, en radie som är ca 0,82 solradier och har en effektiv temperatur av ca 5 300 K.
Följeslagaren, CoRoT-7B, som upptäcktes 2021, är en röd dvärgstjärna av spektralklass M4 V med en massa av ca 0,23 solmassa.

## Planetsystem
Kring primärstjärnan kretsar exoplaneterna CoRoT-7b och CoRoT-7c av typen superjord, båda upptäckta 2009. En tredje planet CoRoT-7d, som ursprungligen föreslogs i en studie från 2010, bekräftades 2022. Upptäckten av den inre planeten gjordes med hjälp av transitmetoden av CoRoT-programmet. CoRoT-7b är känd för sin relativt lilla storlek, jämfört med andra exoplaneter som var kända vid den tiden.
| Planet | Massa             | Halv storaxel (AE) | Siderisk omloppstid (d) | Excentricitet | Inklination   | Radie            |
| ------ | ----------------- | ------------------ | ----------------------- | ------------- | ------------- | ---------------- |
| b      | 6,056 ± 0,653 M🜨  | 0,0172 ± 0,00029   | 0,853592 ± 0,000000587  | 0             | 80,98 ± 0,51° | 1,528 ± 0,065 R🜨 |
| c      | 13,289 ± 0,689 M🜨 | 0,046              | 3,697 ± 0,005           | 0             | -             | -                |
| d      | 17,142 ± 2,552 M🜨 | 0,08               | 8,966 ± 1,546           | 0             | -             | -                |

På grund av deras närhet till sin stjärna kan dessa exoplaneter inte ses i ett teleskop, endast deras gravitationseffekt kan detekteras av Dopplereffekten på stjärnans elektromagnetiska spektrum (radialhastighetsmetod), liksom transiteringar av planet CoRoT-7b. Stjärnan rapporterades ha stjärnaktivitet, vilket gjorde bekräftelseprocessen för CoRoT-7b svårare. Faktum är att massuppskattningar löper stor osäkerhet på grund av stjärnaktivitet som stör de radialhastighetsmätningar som behövs för att "väga" planeterna.
CoRoT-7d föreslogs först av A. P. Hatzes et al 2010 med radialhastighetsmetoden. Förekomsten av CoRoT-7d ifrågasattes av en studie år 2014, som drog slutsatsen att radialhastighetssignalen var mer sannolikt en artefakt av stjärnrotationen. En studie från 2022 gav dock starka bevis för existensen av denna planet, och den är nu listad som en bekräftad planet i NASA Exoplanet Archive. CoRoT-7d:s massa är 17,1 gånger jordens, men dess volym och diameter är okända. Ett år på CoRoT-7d skulle motsvara 8,966 dygn på jorden.